# 李明实
李明实（1918年—2019年），原名盛泉，字我克，别号泰山下人，男，汉族，山东泰安人，中国政治人物，书法家。曾任第七机械工业部副部长。

## 生平
1918年3月生于山东省泰安县。1931年加入共青团，同年转入中国共产党，从事革命活动。1933年被捕入狱，后经党组织营救出狱。1937年在巨野县参加山东第二专区教导队。1938年7月起历任鲁西北抗日游击队第十支队一团参谋长，山东纵队六支队司令部参谋，范县县委书记，昆吾县县委书记等职务。
抗日战争胜利后，历任冀鲁豫区二地委组织部副部长，冀鲁豫区七地委副书记等职务。1950年起，历任济宁市委书记、市长，山东省民政厅厅长，太原743厂厂长、党委书记，山西省委委员，沈阳410厂党委书记、沈阳市委委员，第三机械工业部副部长等职务。
1979年1月任第七机械工业部副部长、党组成员，同年2月兼任第七机械工业部一院党委书记。1982年12月离休。晚年开始研究书法，曾任中国神剑文学艺术学会顾问。2019年1月31日因病医治无效在北京逝世，享年100岁。